# 林廷選
林廷選（1450年—1526年），原姓樊，字舜舉，號竹田，福建福州府長樂縣筑堤人，軍籍，明朝政治人物。

## 生平
成化十三年（1477年），丁酉科福建乡试中舉，十四年禮部會試中乙榜，成化十七年（1481年），登辛丑科進士。授苏州府推官，弘治改元（1488年）丁母憂歸，服闋，四年赴部，选山東道理刑，五年实授浙江道监察御史，六年上疏请求復姓林，差巡按广西，九年二月因剿贼有功，升俸一级，八月升任浙江按察司佥事，十二年十一月升本司副使、整饬温处二府兵备兼管分巡事，十八年六月升广东按察使，正德三年（1508年）正月升江西右布政使，四年五月升浙江左布政使，八月入为南京大理寺卿，十二月以都察院右都御史总督两广军务兼巡抚地方，剿灭贼首林贵等
、广西盗李通宝等。正德八年（1513年）十二月官至南京工部尚书，辞病不能赴命，九年十一月致仕。

## 家族
曾祖樊光榮；祖父樊汶，號岩耕；父樊宗禮，號梅隐；母鄭氏。慈侍下。